# Nai sừng tấm miền Đông
Nai sừng tấm miền đông (tên khoa học: Alces alces americana) là một phân loài của Nai sừng tấm mà phạm vi sinh sống dao động trong hầu hết các vùng phía Đông Canada và hầu hết các tiểu bang New England cũng như phía Bắc New York. Nai sống rừng phương bắc và rừng rụng lá hỗn hợp, điều này giúp chúng ngụy trang khỏi các kẻ thù như những con sói hay con người.
Nai sừng tấm phía Đông là phân loài lớn thứ ba của nai sừng tấm, sau Nai sừng tấm phía Tây và Nai sừng tấm Alaska. Nai sừng tấm phía Đông cùng với tất cả các loài nai sừng tấm khác là có thái độ cực kỳ hung dữ trong mùa giao phối và chúng sẽ tấn công hoặc giết chết bất cứ điều gì khiêu khích chúng. Chúng là loài phàm ăn và chỉ bị kiểm soát số lượng bởi thiên địch là loài sói.

## Phạm vi phân bố
Nai sinh sống dao động từ Đông Ontario, Quebec, New Brunswick, Newfoundland và Nova Scotia. Tại Hoa Kỳ, chúng sinh sống tại Maine, New Hampshire, Vermont, Massachusetts, Connecticut, và phía bắc bang New York. Số lượng của chúng đang nhanh chóng gia tăng do thực tế là môi trường sống của nó là phát triển một cách mạnh mẽ và việc mở rộng này đang hướng về phía nam.

### Lịch sử
Các phạm vi lịch sử của các phân loài mở rộng từ cũng vào Quebec, Maritimes, và Đông nam Ontario bao gồm tất cả các địa điểm ở New England. Con nai đã từng bị tuyệt chủng ở nhiều phía Đông Hoa Kỳ cho tới chừng 150 năm, do việc săn bắn quá mức trong thời kỳ thực dân và phá hủy môi trường sống của nó, chúng là nguồn cung của thuộc địa Hà Lan, Pháp, Anh và tất cả các chứng kiến sự hiện diện của nó vào giữa thế kỷ 17 từ Maine nam đến các khu vực trong phạm vi một trăm dặm trong ngày hiện tại Manhattan.
Tuy nhiên, do những năm 1870, chỉ có một số ít các con nai tồn tại trong toàn bộ khu vực này trong vùng rất xa xôi của rừng, ít hơn 20% môi trường sống thích hợp còn lại. 
Từ những năm 1980, tuy nhiên, quần thể nai sừng tấm đã tăng trở lại, nhờ sự tái sinh của các nguồn thức ăn dồi dào, bị bỏ rơi đất nông nghiệp, việc quản lý đất đai tốt hơn, nỗ lực dọn dẹp ô nhiễm và phát tán tự nhiên từ Maritimes Canada và Quebec. Phía nam biên giới Canada Maine đã phần lớn số lượng với một số lượng năm 2012 có khoảng 76.000 con nai sừng tấm phân tán từ Maine trong những năm qua đã dẫn đến tình trạng sức khỏe, dân số tăng lên từng ở Vermont và New Hampshire, đặc biệt là gần các nguồn nước và như cao lên 3.000 feet so với mực nước biển ở vùng núi.
Trong lần phân tán lần lượt từ phía bắc New England đã dẫn đến một dân số ngày càng tăng của khoảng 1.000 cộng với con nai sừng tấm ở Massachusetts, nơi mà nó đã vắng mặt kể từ đầu thế kỷ 18. Những con nai này đã tái lập các quần thể ở phía đông New York và Connecticut và xuất hiện đầu phía nam đến núi Catskill, là một môi trường sống trước đây.

### Ngày nay
Tính đến ngày nay dân số chúng đã mở rộng đến phía nam cũng như Upstate New York và khắp miền bắc Connecticut, mặc dù Pennsylvania và New Jersey vẫn chưa báo cáo là đã được nhìn thấy chúng. Tuy nhiên, nhiều người tin rằng số lượng chúng ngày càng mở rộng có thể nhiều hơn tùy thuộc vào tốc độ tái tạo của chúng và làm thế nào để nguồn thực phẩm và nước phong phú sẽ tiếp tục như chúng có khả năng sẽ mở rộng lãnh thổ của chúng về phía nam. Ở Canada: Số lượng nai sừng tấm phân bố ở đây có khoảng từ 500,000 tới 1,000,000 con with 150,000 in Newfoundland in 2007 descended from just four that were introduced in the 1900s. Ở vùng Đông Bắc Mỹ: Trong điều kiện hoang dã, người ta đã ước tính chúng có khoảng từ 50,000 ở New York và New England trong năm 2007 với dân số có thể tăng hơn nữa.
Hiện có khoảng 350.000 con nai sừng tấm phía Đông, với khoảng 3/4 trong số chúng giao phối mỗi mùa thu và mùa đông. Cơ quan quản lý công viên Canada vừa thông báo loài nai sừng tấm này đang sinh sản quá nhiều trong hai công viên quốc gia ở tỉnh bang Newfoundland. Đàn nai ngày càng lớn đang ăn hết những cây cỏ mọc trong công viên, đe dọa môi trường và hệ sinh thái tại đây. có khoảng 150.000 con nai sừng tấm trong tỉnh bang Newfoundland.

## Đặc điểm

### Cơ thể
Nai sừng tấm Phía Đông có chiều cao trung bình từ 1.7 đến 2 m (5–7 ft) tính đến vai. Gạc của nai có tuổi trung bình khoảng 1,5 m (5–6 ft) tính đến đỉnh. Trọng lượng của một con đực trưởng thành trung bình của chúng đạt khoảng 634 kg (£ 1.396). Những con cái cao khoảng trung bình 1.7m (5–6 ft) tính đến vai và nặng 270–260 kg (600-800 lbs). Chúng là phân loài lớn thứ ba của nai sừng tấm chỉ đứng sau Tây Nai sừng tấm phía Tây và Nai sừng tấm Alaska.
Cũng giống như các loài nai sừng tấm khác, Nai sừng tấm phía Đông cũng có cái mặt đặc trưng với cái mõm dài ngoằng, nhưng chúng thiếu răng cửa ở hàm trên, nhưng có tám răng cửa sắc gắn trên hàm dưới. Chúng cũng có một lưỡi khá dài, có đôi môi và nướu răng để hỗ trợ trong việc ăn thực vật thân gỗ. Nai sừng tấm Á-Âu có sáu cặp răng lớn, răng hàm phẳng, phía trước có sáu cặp răng trước hàm để nghiền thức ăn. Môi trên của một con nai sừng tấm rất nhạy cảm, để giúp phân biệt giữa măng tươi và cành khô, và môi là có khả năng vơ, nắm thức ăn cho chúng.
Vào mùa hè, nai có thể sử dụng cái môi có khả năng cầm này việc kéo, tước toàn bộ các nhánh lá trong một miếng ăn, hay để kéo cây forbs, như bồ công anh, hoặc thực vật thủy sinh lên bởi các giá thể, rễ của chúng. Chúng được biết đến có thể lặn dưới nước để với ăn được những nguồn thực phẩm dưới đáy hồ, và với cái mõm phức tạp có thể giúp con nai có một phương cách thích hợp để ăn uống ở đó. Nai sừng tấm có khả năng kiếm ăn dưới nước. Như một sự thích nghi để ăn những con vật dưới nước, mũi chúng được trang bị với các miếng đệm béo và cơ bắp mà có thể khóa lỗ mũi khi tiếp xúc với áp lực nước nhằm ngăn nước xâm nhập vào mũi.
Gạc của chúng được bao phủ bằng một lớp phủ lông mềm có tên gọi "nhung". Các mạch máu trong các chất dinh dưỡng vận chuyển lên nhung hươu để hỗ trợ tăng trưởng của cặp sừng. Những con cái sẽ chọn bạn tình dựa trên kích thước của con nai đực và đặc biệt là kích thước của cặp sừng như một sự minh chứng mạnh mẽ cho sự nam tính và khả năng sinh sản của nai đực. Nai sừng tấm đực sử dụng những phần chủ đạo của gạc để cạnh tranh và sẽ chống đỡ hoặc chống lại các đối thủ. Kích thước và tốc độ tăng trưởng của gạc được xác định bởi chế độ ăn uống và tuổi tác tương xứng việc phản ánh sức khỏe của một con nai.
Sau khi giao phối xong, mục đích cơ bản của phát triển gạc coi như đã xong, con đực sẽ vào mùa rụng gạc của chúng để bảo tồn năng lượng cho mùa đông, chúng sẽ rụng gạc để khỏi tốn các chất dinh dưỡng để nuôi những bộ gạc đồ sộ này. Một lớp mới của gạc sau đó sẽ mọc trở lại vào mùa xuân. Những cái sừng sẽ mất 3-5 tháng để phát triển đầy đủ, làm cho chúng là một trong những bộ phận cơ thể động vật phát triển nhanh nhất. Tăng trưởng của nhung hươu được nuôi dưỡng bởi một hệ thống mở rộng của các mạch máu trong bọc da, trong đó có nhiều nang lông mà cung cấp cho nhung. Điều này đòi hỏi một chế độ ăn uống đảm bảo dinh dưỡng cao. Đến tháng, nhung được loại bỏ bằng cách cọ xát và thay đổi màu sắc của các gạc. Những con đực chưa trưởng thành có thể không đổ gạc của chúng cho mùa đông, nhưng giữ chúng cho đến mùa xuân năm sau.

### Chế độ ăn
Chúng có một chế độ ăn uống tương tự như các loài khác, bao gồm thảm thực vật trên cạn và chồi từ cây như cây liễu và bạch dương. Một số chủ yếu trong rừng và bìa rừng, chúng ăn cỏ, cây bụi, lá và vỏ cây. Nai có thể tiêu thụ 32 kg thức ăn trong một ngày, chúng cũng ăn các loài thực vật thủy sinh như hoa loa kèn trong mùa xuân và mùa hè. Cũng giống như những loài nai sừng tấm khác, Chúng thiếu răng cửa trên nhưng có tám răng cửa sắc trên hàm dưới. Chế độ ăn uống của một con nai sừng tấm thường phụ thuộc vào vị trí của nó, nhưng chúng có vẻ thích nguồn năng lượng từ cây rụng lá có hàm lượng đường cao, chẳng hạn như bạch dương trắng, dương và phong sọc, trong số rất nhiều loài khác. Nhiều nguồn thực phẩm thủy sản bao gồm hoa loa kèn.
Chúng là một động vật ăn cỏ và có khả năng tiêu thụ nhiều loại thực vật hoặc trái cây. Một con Nai sừng tấm đực trưởng thành trung bình cần phải tiêu thụ 9.770 kcal (40,9 MJ) mỗi ngày để duy trì trọng lượng cơ thể của nó. Phần lớn năng lượng của một con nai sừng tấm có nguồn gốc từ thực vật trên cạn, chủ yếu bao gồm các loại cây forbs và các loại cỏ khác, và măng tươi từ các loại cây như cây liễu và bạch dương. Để với được những cành cây cao, một con nai sừng tấm có thể uốn cong cây nhỏ xuống, sử dụng có khả năng cầm, nắm của môi, miệng hoặc cơ thể của nó. Đối với cây lớn hơn một con nai sừng tấm có thể đứng và đi đứng thẳng trên hai chân sau của nó, cho phép nó để đạt được chiều dài cho tới 4,26 m (14,0 ft) hoặc cao hơn so với mặt đất.

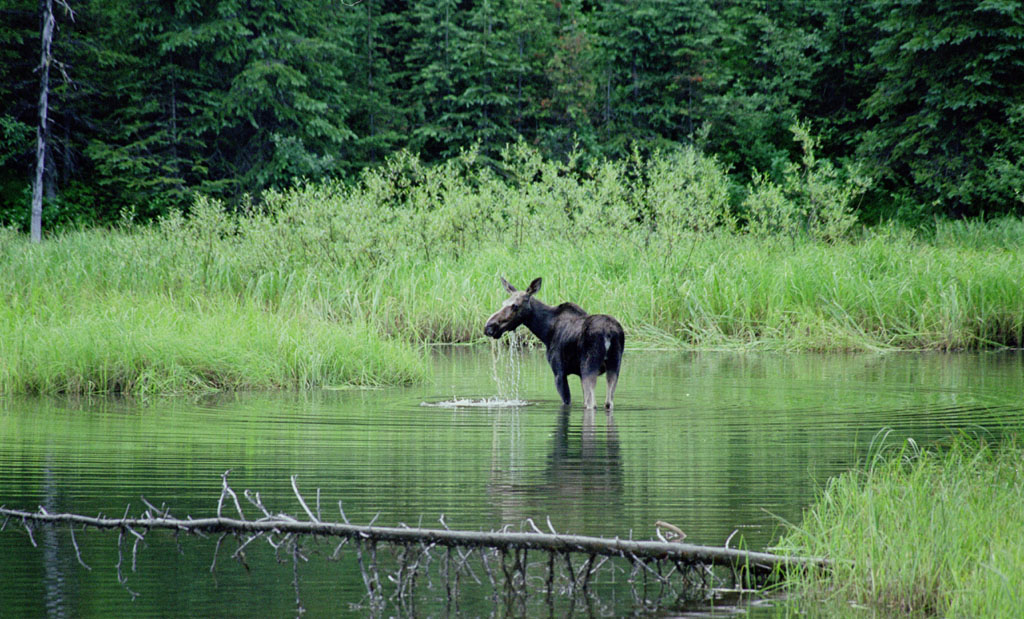
Một con nai sừng tấm đang lội nước để kiếm ăn

Chúng còn biết lội xuống nước để ăn thực vật thủy sinh. Những loài này cung cấp khá thấp chất natri, và nai sừng tấm thường cần phải tiêu thụ một số lượng đáng kể của thực vật thủy sinh. Dù thấp hơn rất nhiều về năng lượng, những loại thức ăn này lại cung cấp cho nai lượng natri, và còn một nửa phần ăn của chúng thường bao gồm các loại thực vật thủy sinh. Vào mùa đông, con nai sừng tấm thường chạy ra giữa lòng đường, để liếm muối được sử dụng như một lớptuyết. Một con nai sừng tấm điển hình, có trọng lượng 360 kg (794 lb), có thể ăn đến 32 kg (71 lb) thức ăn mỗi ngày.

### Gây hấn
Nai sừng tấm là loài hiền nhưng có thể tấn công người nếu bị kích động hoặc sợ hãi để tạo ra hành xử với sự hung hăng. Xét về số liệu, chúng tấn công người nhiều hơn gấu hay sói cộng lại, nhưng thông thường thì chỉ ra kết quả không như vậy. Khi bị quấy rối hay giật mình bởi những người hoặc trong sự hiện diện của một con chó, con nai có thể phản ứng. Ngoài ra, như với gấu hoặc bất kỳ động vật hoang dã, nai sừng tấm đã trở nên quen dần để được nuôi bởi những người có thể hành động tích cực khi nhận thức ăn.
Trong mùa giao phối vào mùa thu, con nai sừng tấm đực có thể hung hăng với con người vì nồng độ hormone cao dẫn đến sự hăng máu và thất thường trong tính khí. Những con nai cái với bê trẻ sẽ có ý thức bảo vệ và sẽ tấn công con người ai đến quá gần con của chúng, đặc biệt là nếu chúng đến giữa con mẹ và con bê nhưng là đang chia cắt. Không giống như các loài động vật nguy hiểm khác, nai sừng tấm không có tập tính lãnh thổ, và không xem con người như thức ăn, và do đó nó sẽ thường không theo đuổi con người nếu chúng ta chỉ đơn giản là bỏ chạy.
Giống như bất kỳ động vật hoang dã nào, tính khí của nai sừng tấm là không thể đoán trước và phải được tôn trọng một khoảng cách với chúng. Chúng là loài người có khả năng tấn công nếu cảm thấy khó chịu, quấy nhiễu, hoặc nếu "không gian cá nhân" của chúng đã bị xâm phạm. Một con nai sừng tấm đã bị sách nhiễu có thể trút sự tức giận của mình vào bất cứ ai trong vùng lân cận, và chúng thường không thể phân biệt giữa những kẻ hành hạm trêu chọc chúng và người vô tội, người qua đường mà sẽ tấn công tất cả.
Chúng là loài động vật rất dẻo dai với các khớp nối linh hoạt cao và những hoắt móng guốc nhọn, và có khả năng đá từ cả hai phía trước và chân sau. Không giống động vật có vú có móng guốc lớn khác, như ngựa chỉ có thể đá một hướng về phía sau (đá hậu), cặp giò của nai sừng tấm có thể đá ở mọi hướng kể cả sang một bên. Vì vậy, không có mặt nào là an toàn mà từ đó để tiếp cận chúng. Tuy nhiên, nai thường có các dấu hiệu cảnh báo trước khi tấn công, sự biểu thị tính gây hấn của chúng bằng phương tiện của ngôn ngữ cơ thể. Việc duy trì tiếp xúc bằng mắt thường là dấu hiệu đầu tiên của sự gây hấn, trong khi tai thoải mái hoặc một đầu hạ xuống là một dấu hiệu rõ ràng kích động. Nếu các sợi lông trên gáy của con nai sừng tấm và vai dựng đứng lên, một cơn thịnh nộ là thường sắp xảy ra.

## Sinh sản
Nai đực là loài sinh sống đơn độc trong năm và chỉ tiếp xúc với các con khác hoặc khi giao phối hoặc giao đấu để đấu tranh giành quyền sinh sản. Cùng với loài nai sừng tấm khác, chúng có mức testosterone cao và sẽ tấn công bất cứ điều gì mà kích động hoặc gây ra sự sợ hãi cho nó. Điều này bao gồm con người, chó sói, những con nai sừng tấm, và gấu. Cuộc đối đầu thường xuyên gây ra với kết quả chết người.
Giao phối sẽ xảy ra trong tháng Chín và tháng Mười. Các con đực là thực hiện chế độ đa thê và sẽ tìm một số con cái để giao phối với chúng. Trong thời gian này cả hai giới sẽ gọi cho nhau những tiếng kêu gợi tình. Con đực tạo âm thanh rên nặng nề có thể được nghe từ lên đến 500 mét, trong khi con cái giới phát ra âm thanh giống như tiếng than khóc. Những con đực sẽ chiến đấu cho con cái lựa chọn. Chúng hoặc là đánh giá là con nào lớn hơn, với những con nai nhỏ hơn sẽ rút lui, hoặc chúng có thể tham gia vào các trận đánh, thường chỉ liên quan đến các gạc.
Trong một cuộc chiến giữa hai con nai đực với nhau, cả hai đều có những rủi ro trong việc gạc của chúng bị khóa lại với nhau. Kết quả là chúng không thoát ra được và cái chết vì đau đớn và vì đói sẽ chờ đợi chúng. Những con cái chủ yếu là chung sống hòa bình với con người trừ khi chúng có những con nai con. Chúng sẽ tấn công bất cứ điều gì trong lãnh thổ của mình. Như loài nai sừng tấm khác, những con nai đực giao phối cuộc gọi để thu hút con cái giao phối với hoặc thách thức với con đực khác để giành quyền giao phối.
Nai sừng tấm sơ sinh có bộ lông với một màu đỏ tương phản với sự xuất hiện màu nâu của một con nai sừng tấm trưởng thành. Những con còn trẻ sẽ ở lại với mẹ cho đến khi ngay trước khi đứa trẻ tiếp theo được sinh ra. Sau 10-11 tháng, nai sừng tấm một năm tuổi sẽ bị đuổi ra bởi các bà mẹ của chúng để tự bảo vệ mình.

## Thiên địch
Với tầm vóc khổng lồ của mình, một con nai sừng tấm miền Đông hoàn toàn trưởng thành chỉ có vài kẻ thù không đáng kể ngoại trừ những bầy sói xám (Canis lupus), những kẻ có thể tạo ra một mối đe dọa, đặc biệt là để con cái với việc cắn vào bắp chân. Gấu nâu (Ursus arctos) cũng được biết là săn mồi con nai sừng tấm có kích thước khác nhau và là những kẻ săn mồi duy nhất ngoài con sói đã tấn công Nai sừng tấm ở Bắc Mỹ. Tuy nhiên, gấu nâu có nhiều khả năng để chiếm một cái xác đã bị giết do chó sói hay bắt nai sừng tấm nhỏ hơn là săn nai sừng tấm lớn.
Thiên địch chính của nai sừng tấm miền đông chính là chó sói, chó sói là tác nhân kiểm soát số lượng của nai sừng tấm. Mặc dù trước những con nai sừng tấm to lớn nhưng những con sói đều có thể kiên nhẫn để tìm những điểm yếu của chúng, cuối cùng là bắt được những con mồi cần thiết. Nếu ở những vùng sinh thái không có sói, đàn nai không có sự uy hiếp nào nên sẽ nhanh chóng phát triển mạnh mẽ và chẳng mấy chốc sẽ ăn sạch cỏ trên thảo nguyên và không có thức ăn thì đàn nai, cũng sẽ nhanh chóng bị diệt vong. Ở một số vùng, nai là nguồn thức ăn chính cho sói xám. Nai thường bỏ chạy khi phát hiện con sói. Những con sói thường chạy theo con nai sừng tấm ở khoảng cách 100-400 mét (330 ft 1310), đôi khi ở khoảng cách 2–3 km (1,2-1,9 mi).
Các cuộc tấn công từ chó sói vào nai sừng tấm con có thể kéo dài, mặc dù đôi khi chúng có thể thoái lui trong nhiều ngày trước những con trưởng thành. Đôi khi, con sói sẽ đuổi theo con nai sừng tấm vào suối cạn hoặc trên các con sông đóng băng, nơi chuyển động của chúng bị cản trở rất nhiều. Nai sừng tấm khi sẽ giữ vững vị trí của mình và tự bảo vệ mình bằng cách xua những con sói hay mắng mỏ chúng với móng guốc mạnh mẽ của chúng. Những con sói thường giết con nai sừng tấm bằng các xé rách ở vùng hông và đáy chậu, gây mất máu xối xả. Thỉnh thoảng, một con sói có thể làm bất động một con nai sừng tấm bằng cách cắn vào cái mũi nhạy cảm của nó, nỗi đau từ cú cắn mãnh liệt đến mức có thể làm tê liệt tạm thời toàn thân một con nai sừng tấm. Những con sói chủ yếu nhắm mục tiêu chủ yếu là những con bê và con vật già yếu, nhưng có thể và sẽ là con nai sừng tấm lớn khỏe mạnh khi chúng đủ lực lượng và có cơ hội.
Đảo Luoyeer trong hồ Thượng nổi tiếng bởi sự đa dạng của phân loài nai sừng tấm này, nhưng chính sự phát triển nhanh chóng về số lượng đã khiên các loài thực vật trên đảo gặp phải sự phá hỏng mang tính hủy diệt. Chỉ trong vòng 10 năm, cây cỏ trên đảo đã trở nên thưa thớt, một cảnh tiêu điều. Các nhà sinh vật học quyết định tiến hành thí nghiệm mạnh dạn một lần dựa vào bốn con sói con để cứu hệ thực vật trên đảo Luoyeer.
Trong một đêm lạnh giá, mặt hồ Thượng ở Mỹ đã sớm đóng một lớp băng dày. Nhà sinh vật học Piterson mang một chiếc lồng sắt nhốt bốn chú sói con, lái xe trượt tuyết chạy qua mặt hồ đến đảo Luoyeer. Mục đích của chuyến đi này là tiến hành một thử nghiệm trong lịch sử ngành sinh vật đó là mang bốn con sói nhỏ đến đảo Luoyeer. Sau chuyến đi vất vả, giáo sư cuối cùng đã đến đích, ông thảo bốn con sói tự do chạy lên đảo. Mấy năm sau, ở đây diễn ra trận đại chiến giữa sói và nai sừng tấm. Để sinh sôi nảy nở, loài sói đã ăn sạch một số lượng lớn nai sừng tấm, khi lượng nai sừng tấm giảm đi thì đảo Luoyeer sẽ xanh tươi trở lại, vì có sói ở trên đảo nên đảo mới được xanh tươi trở lại.

## Với con người

### Tương tác
Số nai sừng tám miền Đông nhiều đến mức thỉnh thoảng dân chúng thấy những con nai này lảng vảng trong thành phố St John's, thủ phủ của tỉnh bang Newfoundland. Chúng cũng thấy xuất hiện thường xuyên trên các tuyến đường cao tốc. Riêng trong năm 2009, có đến trên 700 vụ xe đụng gây ra bởi loài nai này trên các đường cao tốc trong tỉnh bang Newfoundland. Trung bình cứ hai vụ tai nạn do loài hươu gây ra có một nạn nhân bị thiệt mạng. Trên các con đường của Canada thường có biển báo tại khu vực nai sừng tấm hay xuất hiện. Đừng xem nhẹ biển báo này khi lái xe thăm thú Canada. Nai sừng tấm đực nặng tới 400 kg, nai cái nặng tới 350 kg và có chiều cao trung bình 2,4-3,2 m. Cấu trúc cơ thể của chúng khiến khi xảy ra va chạm, cả người và con vật đều có khả năng bị thương nặng, thậm chí là tử vong, tương tự như khi đâm vào một tường gạch.
Trong các tỉnh của Canada New Brunswick, va chạm với những con nai này thường xuyên đến mức tất cả đường cao tốc mới phải có hàng rào để ngăn chặn những con nai này băng qua đường giống như việc từ lâu đã được thực hiện ở Phần Lan, Na Uy và Thụy Điển. Một dự án Quốc lộ 7 giữa Fredericton và Saint John, trong đó có một trong những tần số cao nhất của sự va chạm nai trong tỉnh, không có những hàng rào cho đến năm 2008. Newfoundland và Labrador khuyến cáo rằng người lái xe nên thận trọng giữa lúc hoàng hôn và bình minh vì đó là khi con nai đang hoạt động và rất khó khăn nhất để quan sát, làm tăng nguy cơ va chạm, việc nhìn thấy con nai sừng tấm địa phương thường được báo cáo trên đài phát thanh để người lái xe có thể biết.

### Săn bắn

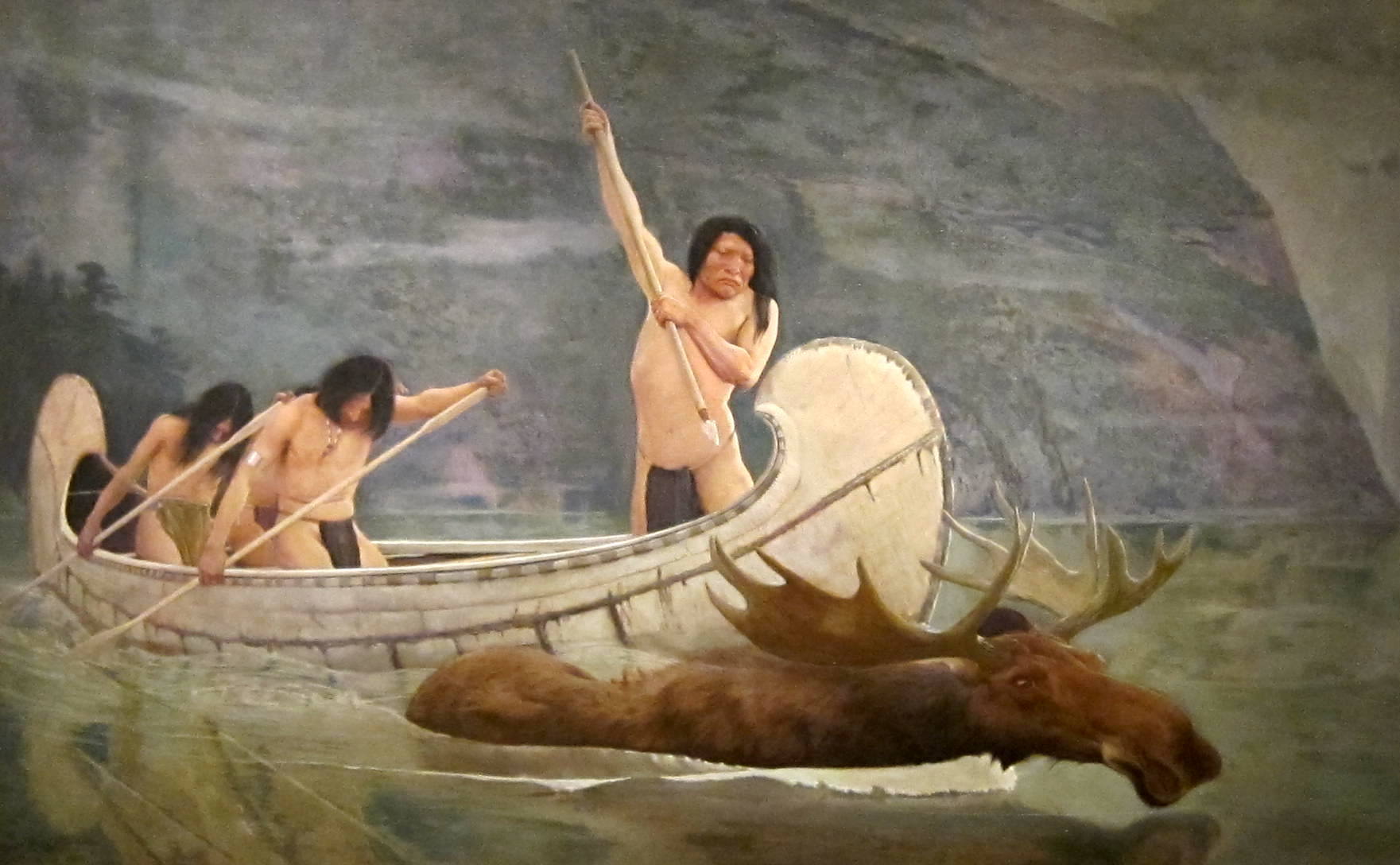
Một cảnh săn nai sừng tấm của người da đỏ Mỹ bản địa

Trong vùng đông bắc Bắc Mỹ, trong suốt lịch sử con nai sừng tấm phía Đông ảnh hưởng sâu đậm đến cuộc sống của người dân da đỏ. Nai thường bị săn bắt làm thịt. Thịt nai thường một thực phẩm thiết yếu trong chế độ ăn của người Mỹ bản địa nhiều thế kỷ trước, và nó là nguồn thực phẩm của một số bộ tộc cư ngụ ngày nay ven biển Đảo Rhode đó đã cho thấy con nai này tên đặc biệt của nó trong Tiếng Anh Mỹ. Người Mỹ bản địa thường được sử dụng da nai để lấy da và thịt của nó như là một thành phần trong pemmican (một dạng thực phẩm khô), một loại giật khô sử dụng như một nguồn nuôi dưỡng trong mùa đông hay những chuyến đi dài. Những bộ tộc phía Đông cũng khai thác giá trị từ da nai như một nguồn cho giày da đanh và đồ trang trí khác.
Nai sừng tấm phía Đông bị săn bắt để làm thực phẩm và như một trò thể thao giải trí trong mùa thu và mùa đông. Trong quá khứ, dân số của chúng đã tăng lên nhanh chóng, gây ra một vấn đề cho người dân trong môi trường sống của họ, và việc săn bắn đã giúp kiểm soát dân số Nai sừng tấm phía Đông. Hàng năm chính quyền tỉnh bang Newfoundland cho phép săn 8.000 con nai sừng tấm, tuy nhiên nhiều người đang đề nghị chính quyền cho phép được săn gấp đôi lên khoảng 15.000 con mỗi năm. Thợ săn sử dụng cả hai cung và mũi tên và súng săn để săn chúng và chỉ được phép săn nai sừng tấm đực vì những con nai cái có thể mang thai khi bị giết. Tính đến năm 2014, có mối quan tâm liên quan đến sự suy giảm trong quần thể nai sừng tấm ở miền bắc New England, có thể do sự săn bắn trong mùa đông cũng như bị những loài bọ ký sinh.